# Sint-Antonius Abtkerk (Wolfsdonk)

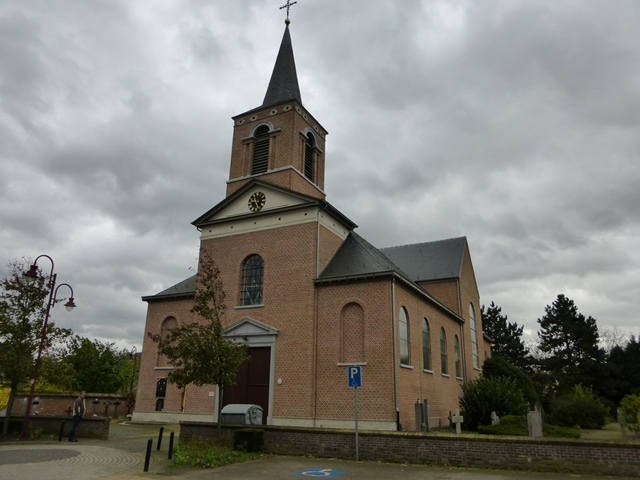
Neoclassicistische Sint-Antonius Abtkerk (Wolfsdonk - Aarschot)

De Sint-Antonius Abtkerk is een neoclassicistische kerk in de dorpskom van het tot de Vlaams-Brabantse gemeente Aarschot behorende dorp Wolfsdonk, gelegen aan Wolfsdonk-Dorp. De kerk is toegewijd aan Sint-Antonius Abt. Rond de kerk is er een goed bewaard ommuurd kerkhof. Het geeft een beeld van de samenstelling van de dorpsbevolking in de eerste helft van de 20ste eeuw.

## Ontstaan van de parochie[1]
Wolfsdonk is op kerkelijk gebied lange tijd verbonden geweest met het naburige dorp Langdorp. Sinds 1260 viel de parochie van Langdorp onder de Leuvense Sint-Geertruiabdij. In 1435 kregen de inwoners van Wolfsdonk de toestemming van de abt om een eigen kapel te bouwen. Deze kapel werd opgericht op een plaats waar volgens de overlevering een boom stond met een beeld van Sint-Antonius Abt. De kapel groeide uit tot een bedevaartsoord. Met de schenkingen van de bedevaarders werd voorzien in het onderhoud en kon de kapel in 1457 uitgebreid worden. In het album De Croÿ uit 1597 is een afbeelding te zien van een eenbeukig stenen gebouw met steunberen. Op het dak was er een veelhoekig klokkentorentje.
In het kader van bedevaartsoord werden in de kapel missen opgedragen, waaronder de vrijdagse mis voor Sint-Antonius Abt. Wolfsdonk bleef voor de kerkelijke diensten en sacramenten afhankelijk van de parochie Langdorp. Zondagsvieringen, dopen, begrafenissen en catecheselessen gingen nog steeds door in Langdorp.
De demografische ontwikkeling van Wolfsdonk nam in die mate toe dat in 1786 vooraanstaande inwoners van Wolfsdonk om de oprichting van een eigen parochie vroegen. De Sint-Geertruiabdij ging hiermee niet akkoord, maar zorgde er wel voor dat Wolfsdonk vanaf 1788 een residerend onderpastoor kreeg en dat er dopen en begrafenissen konden plaatsvinden.
Na het concordaat van Napoleon (1801) werd Langdorp bij het nieuwe decanaat Aarschot gevoegd. Dit hield in dat vanaf 1803 de Onze-Lieve-Vrouwekerk van Aarschot parochiekerk werd. De Sint-Pieterskerk van Langdorp werd een hulpkerk en de kapel van Wolfsdonk een annex.
Door de sterke toename van de bevolking en het verval van de kapel, werd in de eerste decennia van de 19de eeuw het gebouw enkele malen (1806, 1821, 1823) vergroot en hersteld. In 1839 was de toestand van het gebouw zo slecht en was de kapel te klein geworden, zodat besloten werd om een nieuwe kerk te bouwen. Nog tijdens de bouw van de kerk volgde op 20 december 1842 de ‘canonieke oprichting’ van een zelfstandige parochie Sint-Antonius Abt. Vanaf dan hoefden de parochianen niet meer in te staan voor de vergoeding van de bedienaar, maar konden ze rekenen op een Staatstoelage.

## De bouw van een nieuwe kerk[2]
Wanneer in 1839 besloten werd om de kerk volledig te verbouwen en te vergroten werd provinciaal architect Alexander Van Arenbergh (1799-1877) aangezocht om de plannen te tekenen. De voorgestelde plannen konden de goedkeuring van de Langdorpse gemeenteraad niet wegdragen. Het zou François Drossaert (1793-1863) zijn, stadsarchitect van Tienen, die de definitieve plannen tekende voor de nieuwbouw van de neoclassicistische kerk. De oude kapel werd gesloopt en op 18 april 1842 werd de eerste steen gelegd. De inzegening gebeurde op 18 juni 1845.

## Beschrijving exterieur[3]

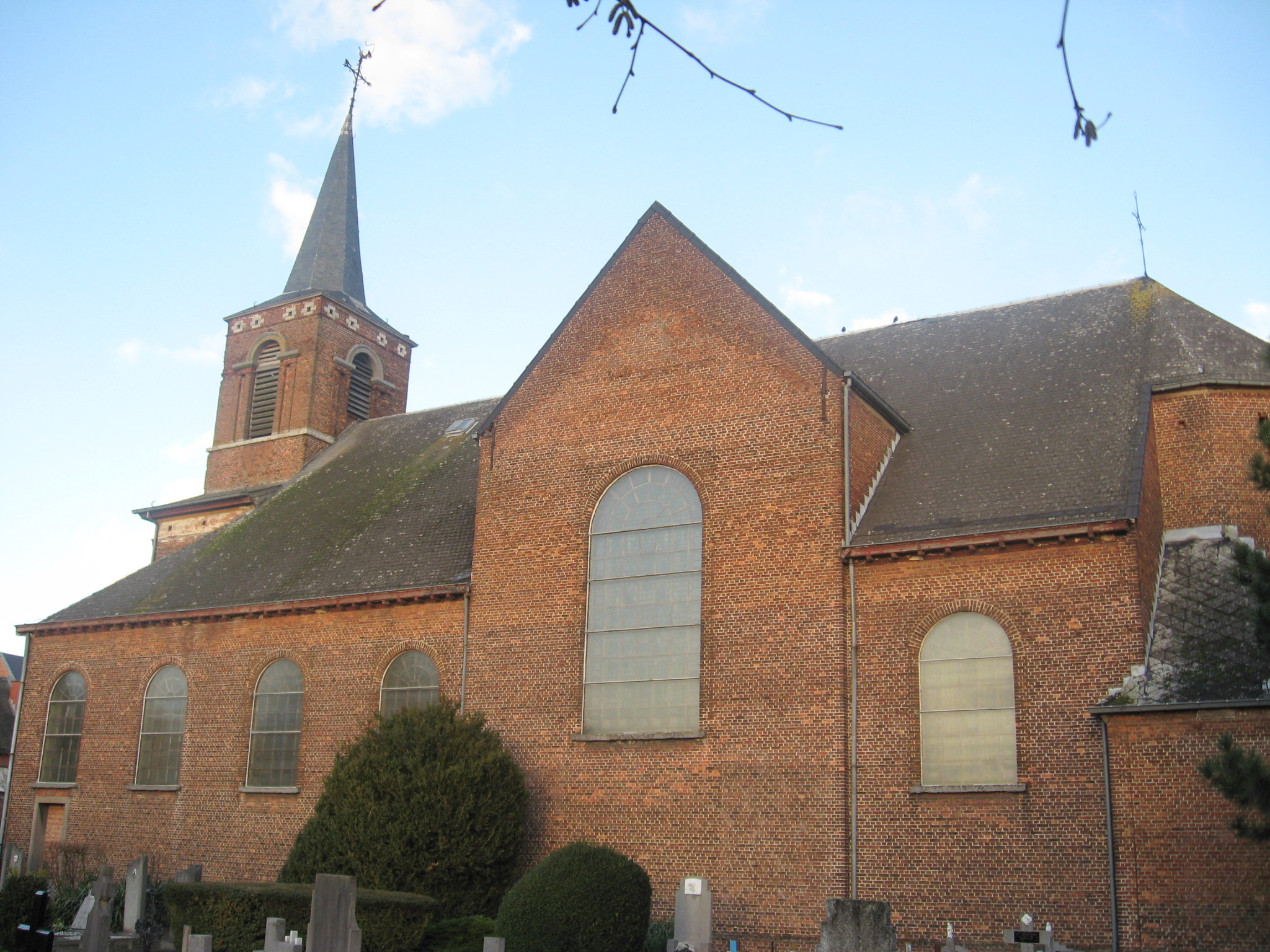
Zicht op de zijbeuken, transept en sacristie aan de westelijke zijde van de Sint-Antonius Abt kerk (Wolfsdonk).

De kerk is ‘niet-georiënteerd’, waarmee bedoeld wordt dat het hoogkoor niet naar het oosten gericht werd. De oorspronkelijke kapel was wel georiënteerd, maar het beschikbare bouwterrein in 1839 was hiervoor voor de nieuwe kerk te klein. Het hoogkoor werd naar het zuidoosten gericht.
Geheel in de geest van die periode, heeft de kerk een neoclassicistische signatuur. De licht vooruitspringende voorgevel wordt bekroond door een fronton met een brede driehoekige hourten kroonlijst, overwegend wit geschilderd. Hierin werd ook het uurwerk aangebracht. Boven de sobere toegangsdeur met hardstenen omlijsting, zien we ook een driehoekig fronton. De vensters in voor- en zijgevel zijn grote, sobere rondboogvensters.
De klokkentoren is van bescheiden afmetingen. Hij werd in het dak ingebouwd en steekt boven de noordelijke gevel uit. Aan de vier zijden werden rondbogige galmgaten aangebracht. Elk galmgat heeft aan elk zijde dubbele pilasters die de arcades ondersteunen. Onder de dakrand bevinden zich aan elke zijde van de toren vier stellinggaten in witte kalkzandsteen. De achtzijdige naaldspits is aan de basis ingesnoerd.
De kerk is driebeukig. De transepten met een vlakke afsluiting springen weinig uit de zijbeuken uit. Het koor toont een complexere architectuur met één rechte travee en een vijfzijdige afsluiting die gevat wordt tussen twee lagere zijkoren, respectievelijk de sacristie en een bergruimte. Tussen beide annexen werd een getraliede rondboognis voorzien voor de plaatsing van een piëta. De dakgoten worden gemarkeerd door een houten kroonlijst op kleine consoles.
Het aspect wordt bepaald door het gebruik van baksteen. Boomse baksteen werd aangevoerd over de Demer tot aan de ‘amer’ (aanlegplaats) in Langdorp. Vandaar werden de stenen door de parochianen met kar en kruiwagen naar de bouwplaats gevoerd. Andere bakstenen kwamen uit het nabije Ramsel. Slechts dorpels, de omlijstingen van deuren en ramen en de lage plint rond de hoofd- en zijgevels laten een accent van hardsteen zien.
De ruime dakbedekking bestaat uit grijze leien.

## Beschrijving interieur[4]

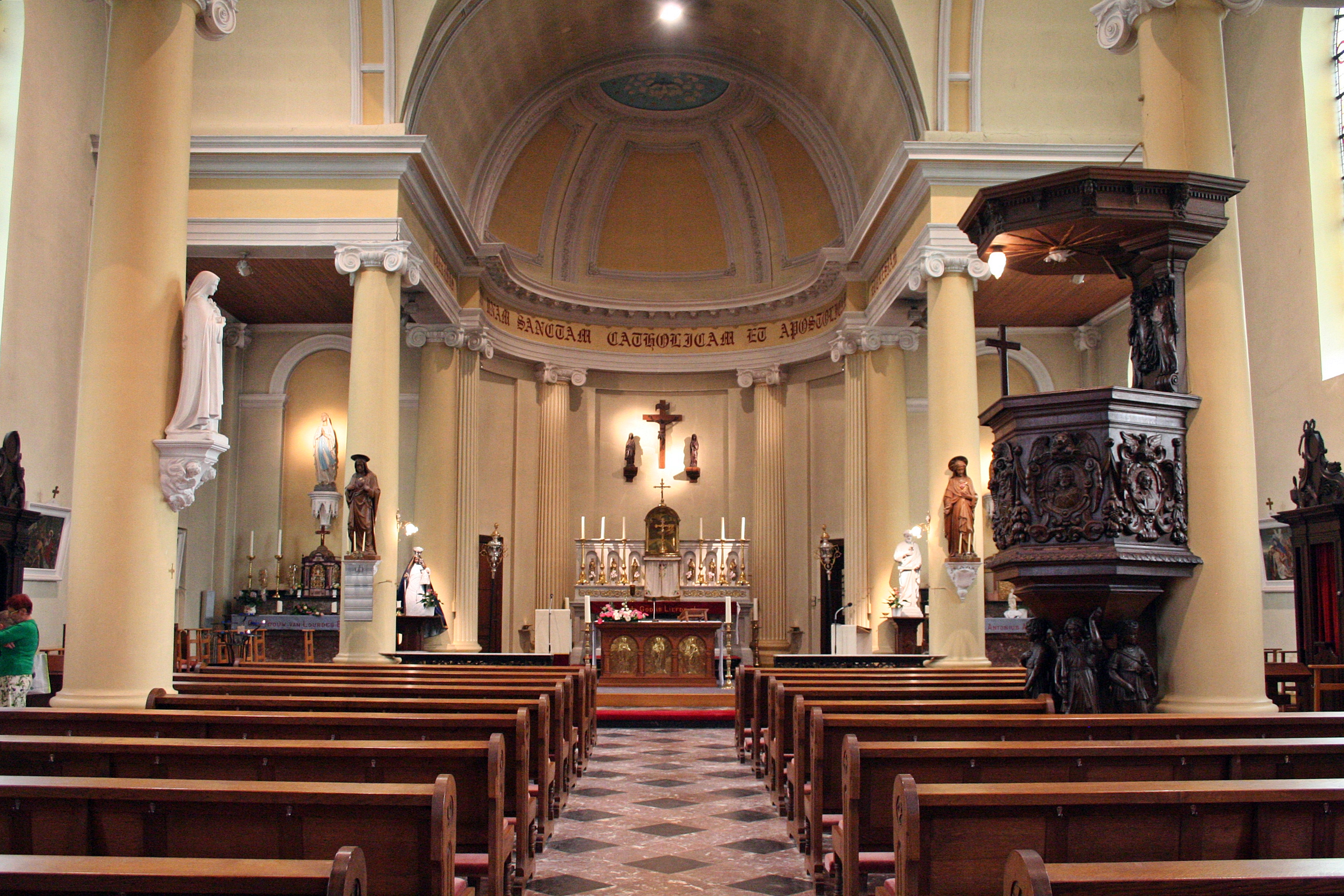
Zicht vanuit de hoofdbeuk op het hoogkoor.

De eenvoud van het neoclassicisme is ook terug te vinden in het interieur. De wanden zijn bepleisterd en beschilderd. Zowel de middenbeuk, transept als koor zijn overdekt door een tongewelf dat in de middenbeuk gedragen wordt door zuilen met een vierkantig composietkapiteel. In het koor zijn gecanneleerde halfzuilen aangebracht. De zijbeuken en zijkoren hebben plafonds met houten planchetten. In de sacristie werd een neoclassicistische lambrisering met ingebouwde kasten aangebracht.
Een belangrijk deel van het meubilair kwam tot stand door toedoen van de gebroeders Peeters, beiden zijn geboren in Wolfsdonk en beiden waren priester: Andreas-Benedictus Peeters (1790-1857) en Joannes Antonius Peeters (1799-1880). Ze kochten in 1851 een hoogaltaar van de hand van architect Drossaert. Ze financierden in 1852 de barokke preekstoel die gerecupereerd werd van de sloop van de Aarschotse Begijnhofkerk en zorgden in 1856 voor de aankoop van de communiebank. Naast meubilair zorgden ze ook voor liturgische misgewaden, kandelaars, missalen, een kerkklok en de restauratie van het orgel.

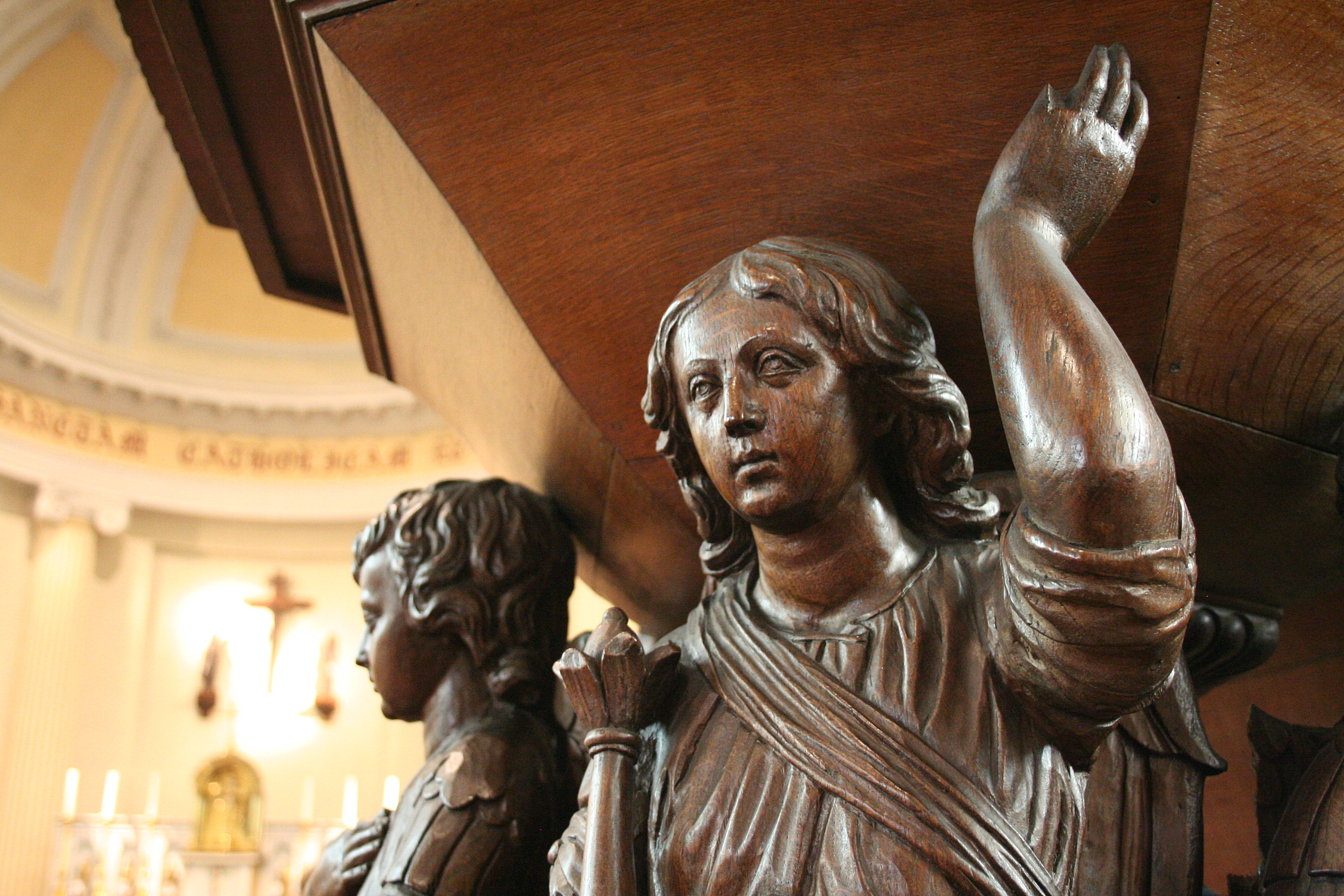
De kuip van de barokke preekstoel wordt ondersteund door de aartsengelen.

De barokke preekstoel werd waarschijnlijk in 1644 vervaardigd door Ghijsbert Helchtermans, schrijnwerker uit Borgloon. De zeskantige kuip wordt geschraagd door vier aartsengelen en heeft de medaillons met de symbolen voor de vier Evangelisten, namelijk de stier, de leeuw, de engel en de arend. Op de pijler die het klankbord draagt, staat een voorstelling van de Heilige Jozef tussen twee hermen.
Het in 1851 geleverde hoogaltaar werd in 1928 door brand vernield en het werd datzelfde jaar vervangen door een marmeren altaar. Boven dit altaar hangt een calvariegroep met Christus aan het kruis, de heilige Maagd en Sint Jan. Het dateert waarschijnlijk uit de 16de eeuw en vertoont stijlkenmerken van de Brabantse School. Het is afkomstig uit het koor van de oude afgebroken kapel.
Het rechterzijaltaar in rood marmer, daterend uit 1857, is gewijd aan de patroonheilige Sint-Antonius Abt. Het 19e-eeuwse tabernakel op dit altaar werd vervaardigd in een combinatie van marmer en hout. De afbeelding stelt de verschijning van Christus aan de Emmaüsgangers voor. Op een sokkel boven het altaar staat het beeld van Sint Antonius Abt. het dateert uit het begin van de 16de eeuw en toont de heilige met zijn typische attributen van varken, boek en vurige vlammen. Het linkerzijaltaar dat eveneens vervaardigd is uit rood marmer, is toegewijd aan Onze Lieve Vrouw van Lourdes. Het barokke tabernakel op dit altaar dateert uit de 18de eeuw en toont de afbeelding van een hostiedragende kelk en van verscheidene allegorieën. Op beide zijaltaren werden acht 19e-eeuwse glazen stolpen met kunstbloemen in porselein geplaatst.

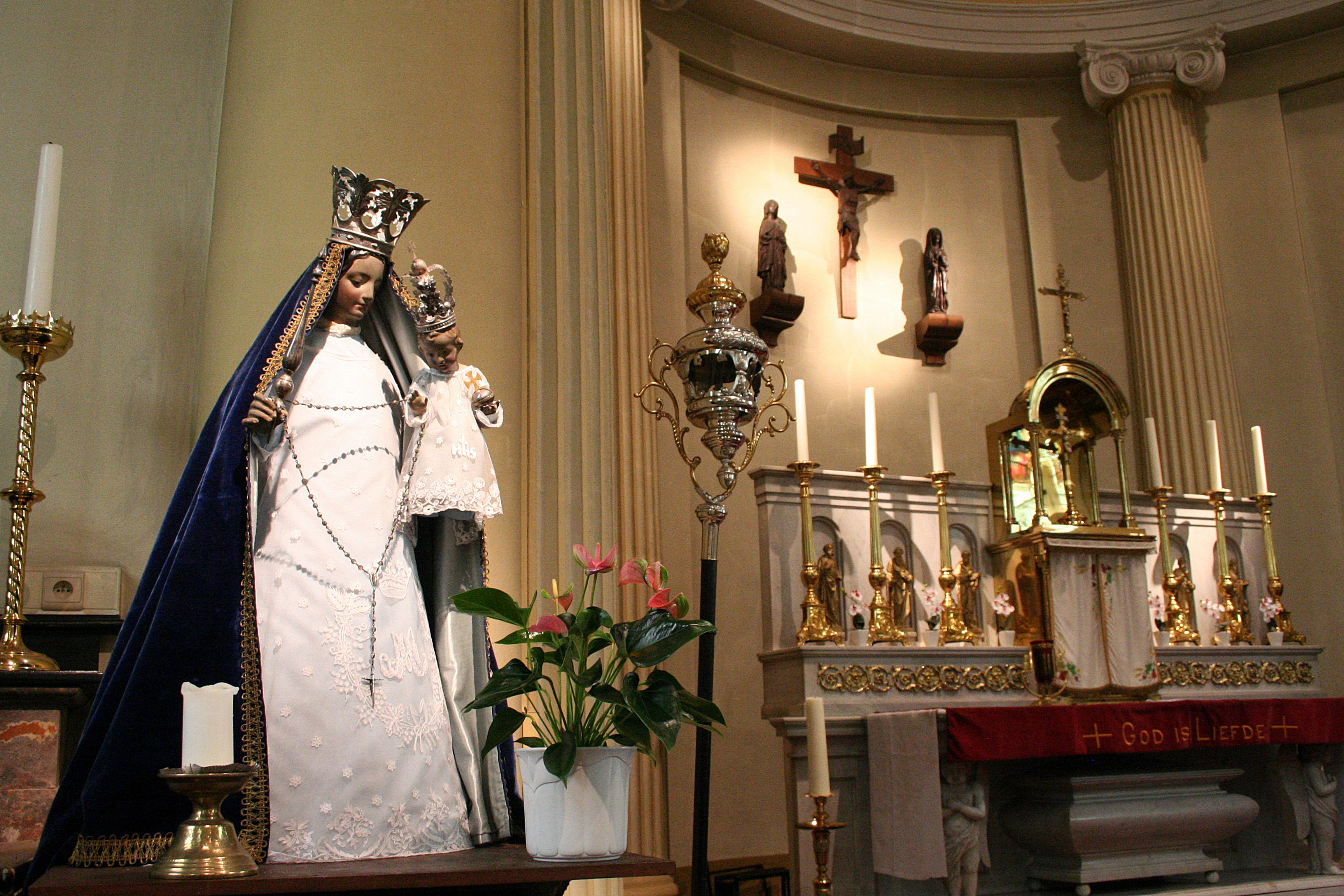
Zicht vanuit de zijbeuk met het altaar van Onze-Lieve-Vrouw op het hoofdaltaar en de calvariegroep.

De gietijzeren communiebank uit 1856 is een ontwerp van Mathias Sondervorst. Ze werd gegoten in Luik. De medaillons bevatten de symbolische voorstelling van de evangelisten.
De kruisweg uit 1897 is van de hand van de kunstzinnige priester Victor Couwenbergh (1854-1914). Deze was van 1888 tot 1898 pastoor te Wolfsdonk.
Oorspronkelijk waren er geen gekleurde glasramen voorzien. Tussen 1933 en 1939 werden acht glasramen geplaatst: Onze-Lieve-Vrouw (1933), de heilige Antonius Abt (1934), de Verschijning van Christus aan de heilige Margaretha-Maria Alacoque (1934), de Heilige Familie van Nazareth (1935), Sint-Jan-Evangelist (1935), de heilige Mattheüs (1935), de heilige Lucas (1939), de heilige Marcus (1939).
In 2012 werden vier glasramen toegevoegd. De glazenier was Daniel Theys (1953) uit Sint-Pieters-Rode. De glasramen stellen de heiligen Sint-Pieter, Sint-Norbertus, Sint-Jan Berchmans en Sint-Damiaan De Veuster voor.

## Het orgel[5]

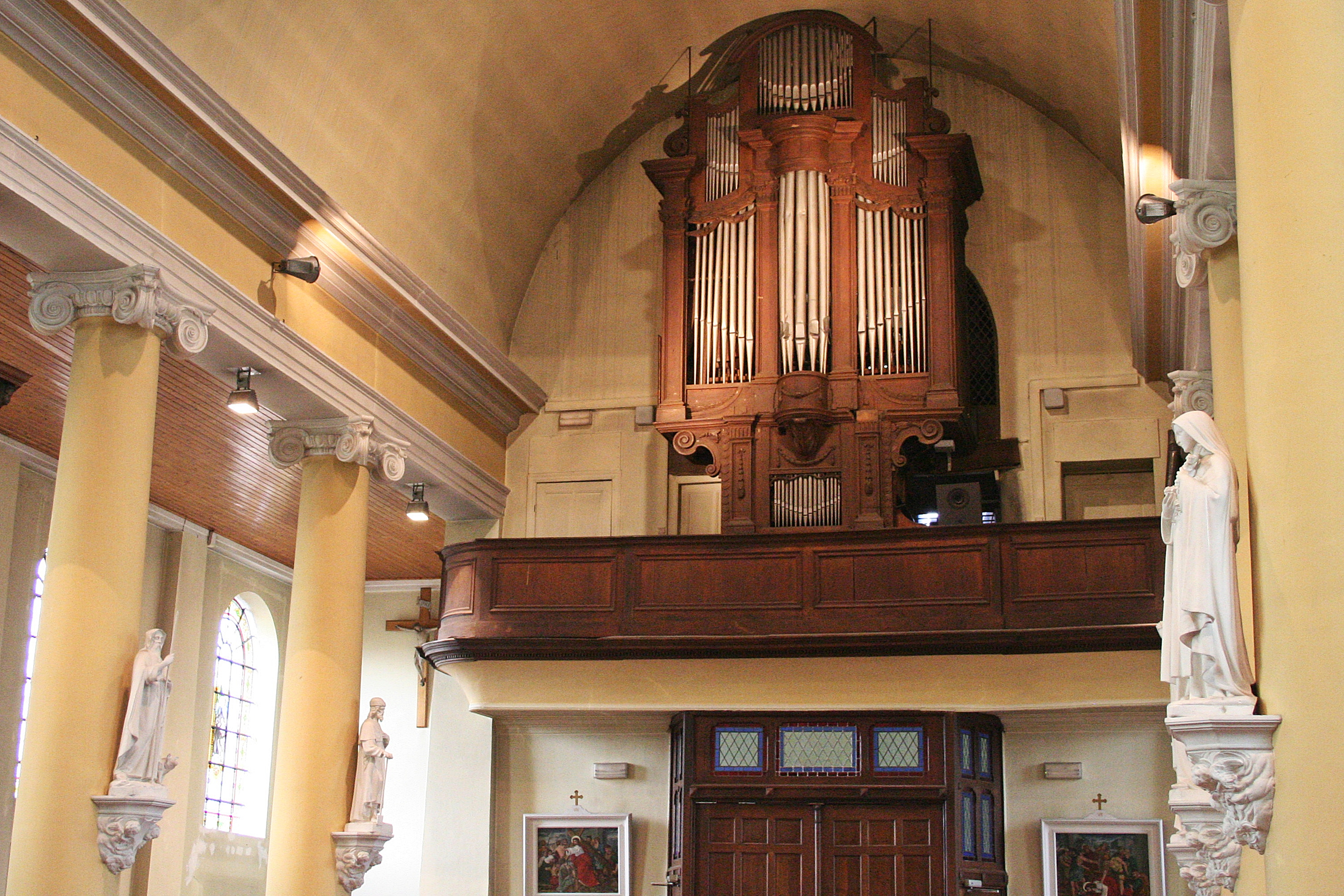
Zicht vanuit het middenschip op het doksaal met het orgel.

In 1805 kocht kapelaan Frans Van Hove een orgel bij de orgelbouwers Arnold en Arnold-Joseph Graindorge. Vermoedelijk was dit 18e-eeuws en gerecupereerd uit een klooster dat werd opgeheven tijdens de Franse Revolutie. De orgelkast is 17e-eeuws.
Rond 1870 werd het orgel drastisch aangepakt om te voldoen aan de 19e-eeuwse esthetiek van orkestrale klanken en moderne snufjes. De opdracht werd uitgevoerd door orgelbouwer Leonard Drijvers uit Rotselaar. Honderden pijpen werden toegevoegd en het klaviersysteem werd op zo'n complexe wijze verbouwd dat het orgel wellicht nooit naar behoren gefunctioneerd heeft.

## De klokken[6]
Het oudste klokje Sint-Jacob (100 kg) dateert van 1550. Het werd gegoten door Mechels klokkengieter Peter vanden Ghein.
In 1853 werd bij de kerkwijding een geldomhaling gedaan, bestemd voor de aankoop van nieuwe klok. Deze Sint-Antoniusklok (602 kg) werd gegoten door de Leuvense klokkengieter Severinus Van Aerschodt en Felix Van Espen. De zwaarste klok van 902 kg werd in 1863 geschonken door de eerwaarde heer Joannes Antonius Peeters. Ze is toegewijd aan Onze-Lieve-Vrouw Onbevlekt Ontvangenis en werd eveneens gegoten door Severinus Van Aerschodt. Deze twee klokken werden in 1943 door de Duitse bezetters weggehaald. In 1951 werden ze vervangen door gelijknamige klokken met een gelijkaardig gewicht van resp. 963 en 597 kg. De gieter was Marcel Michiels uit Doornik.

## De kerkhofsite[7]

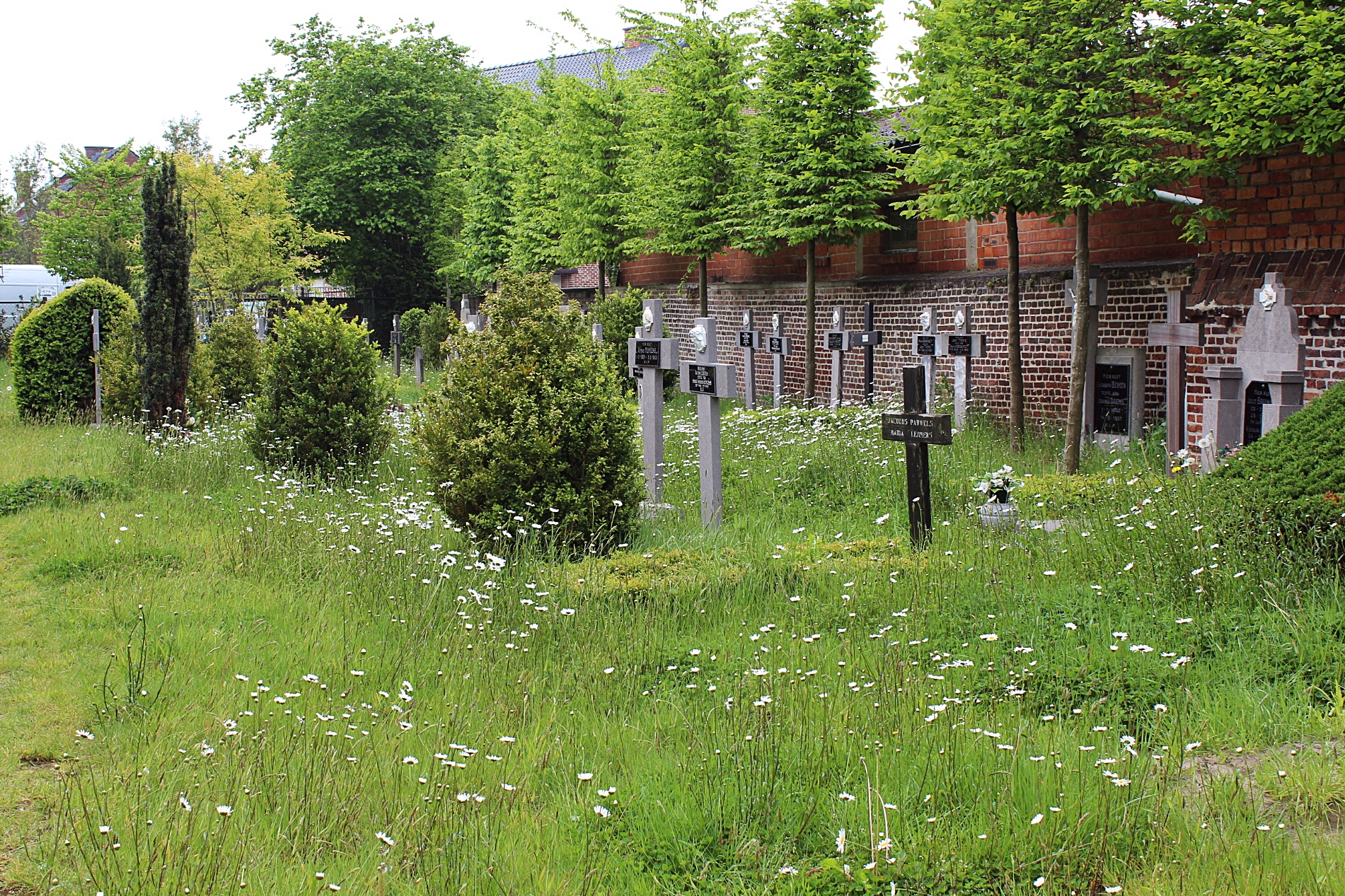
Het bloemrijke grasland van het plattelandskerkhof rond de kerk.

Op het einde van 18de eeuw verwierf Wolfsdonk het recht om rond de kapel te begraven. Sinds de jaren 1970 wordt het kerkhof niet meer in die functie gebruikt. Het werd niet ‘geruimd’ zodat dit kerkhof een typisch voorbeeld gebleven is van een plattelandskerkhof in de periode einde 19de-begin 20ste eeuw. De verzameling graftekens is een weerspiegeling van de plaatselijke dorpsgemeenschap. Het aspect wordt overwegend bepaald door de bescheiden graftekens die vervaardigd zijn uit hout, gietijzer en steen. Het zijn doorgaans alleen kruisen. Deze graven worden rond Allerheiligen bijzonder opgemaakt. Voor de kruisen wordt de aarde opgehoogd tot ‘bedjes’ die versierd worden met kruisen van witte steentjes, witte zand en zelfs met in zilverpapier gewikkelde doppen van okkernoten. Ten oosten van het hoogkoor is er een grafperk voor kinderen. Het vertoont een verzameling van graftekens die een verkleinde weergave zijn van deze voor volwassenen. Slechts enkele graftekens op het kerkhof vallen op door hun grootte en hun rijkere uitvoering. Het betreft de graven van de priesters Peeters en Van Houdt en van de familie Brems.
In 2012 werd door de Wolfsdonkse kerkfabriek een herwaarderingsproject gestart in samenwerking met de Provincie Vlaams-Brabant. Naast inventarisatie werden ook restauraties aan de graftekens verricht. In 2015 werd de 'ingroening' uitgevoerd. De graftekens staan nu in een bloemrijke grasland met verspreide taxusboompjes en buxusheesters.

## Sint-Antonius Abt[8]

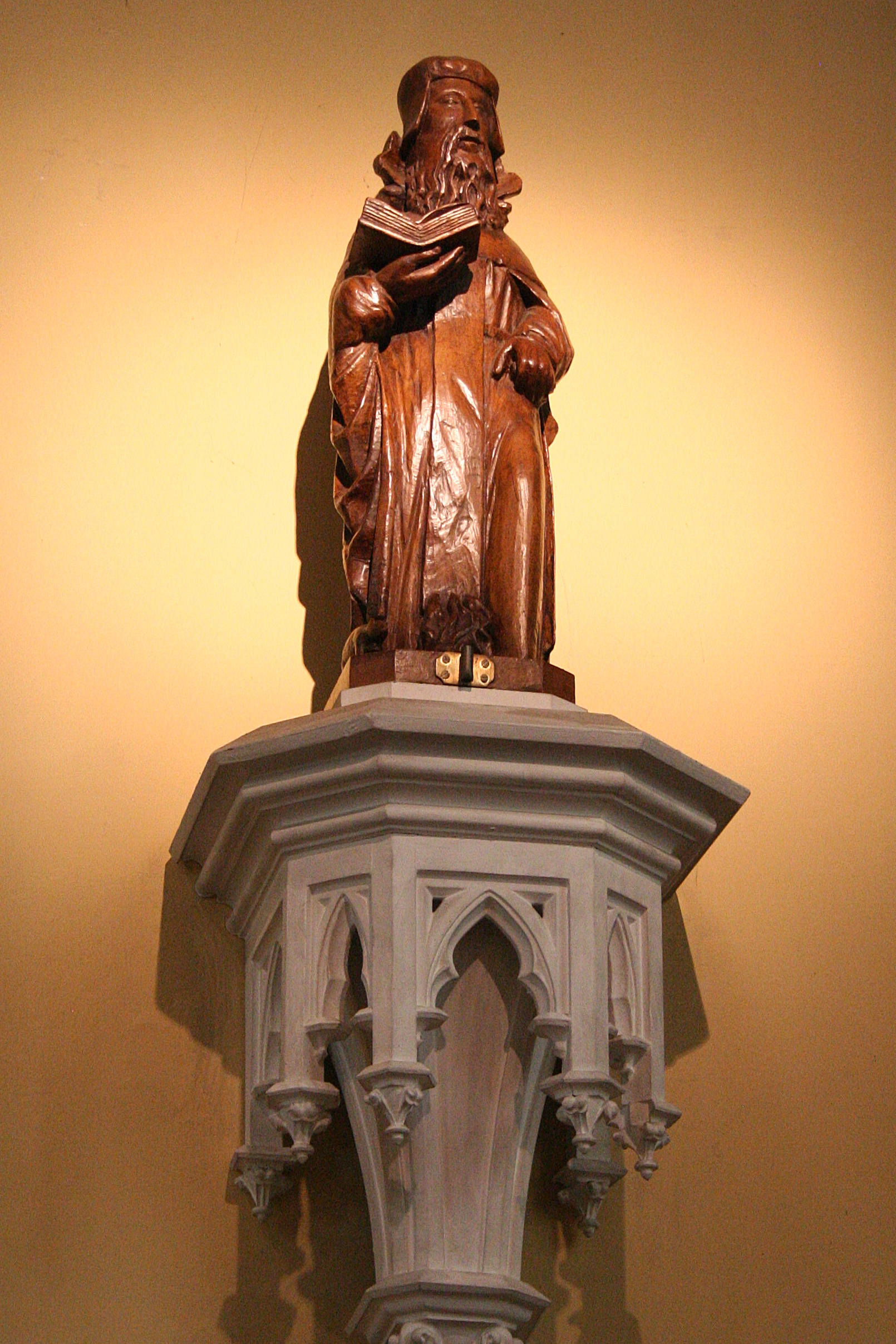
16e-eeuws beeld van Sint-Antonius Abt in de kerk boven het gelijknamige altaar.

De feestdag van de heilige (17 januari) werd sinds eeuwen ieder jaar gevierd met een grote plechtigheid. De boeren uit de omgeving kwamen de heilige vereren tegen het ‘sint-antoniusvuur’. Naast kippen, boter, kaas en eieren werden halve varkenskoppen geofferd. Na de misviering werden de offergaven door de kapelmeester openbaar per opbod verkocht. Het offeren en verkoop van de halve varkenskoppen zou een ritueel zijn dat niet ouder is dan de overgang van de 18de naar de 19de eeuw. Rond 1900 werden nog meer dan 100 varkenskoppen verkocht. Het geld was bestemd voor het onderhoud van de kerk en van de godslamp. Als er geld over was, konden parochianen tegen interest lenen. De bedevaarders namen ook gewijd water mee naar huis om de biggetjes te laten drinken.
Deze traditie hield in Wolfsdonk stand tot de jaren 1960. Op initiatief van de dorpsraad werd in 1992 opnieuw met de traditie aangeknoopt.

De kerk bezit een reliekosculatorium van Sint-Antonius dat rond 1750 in een Antwerps atelier werd vervaardigd.

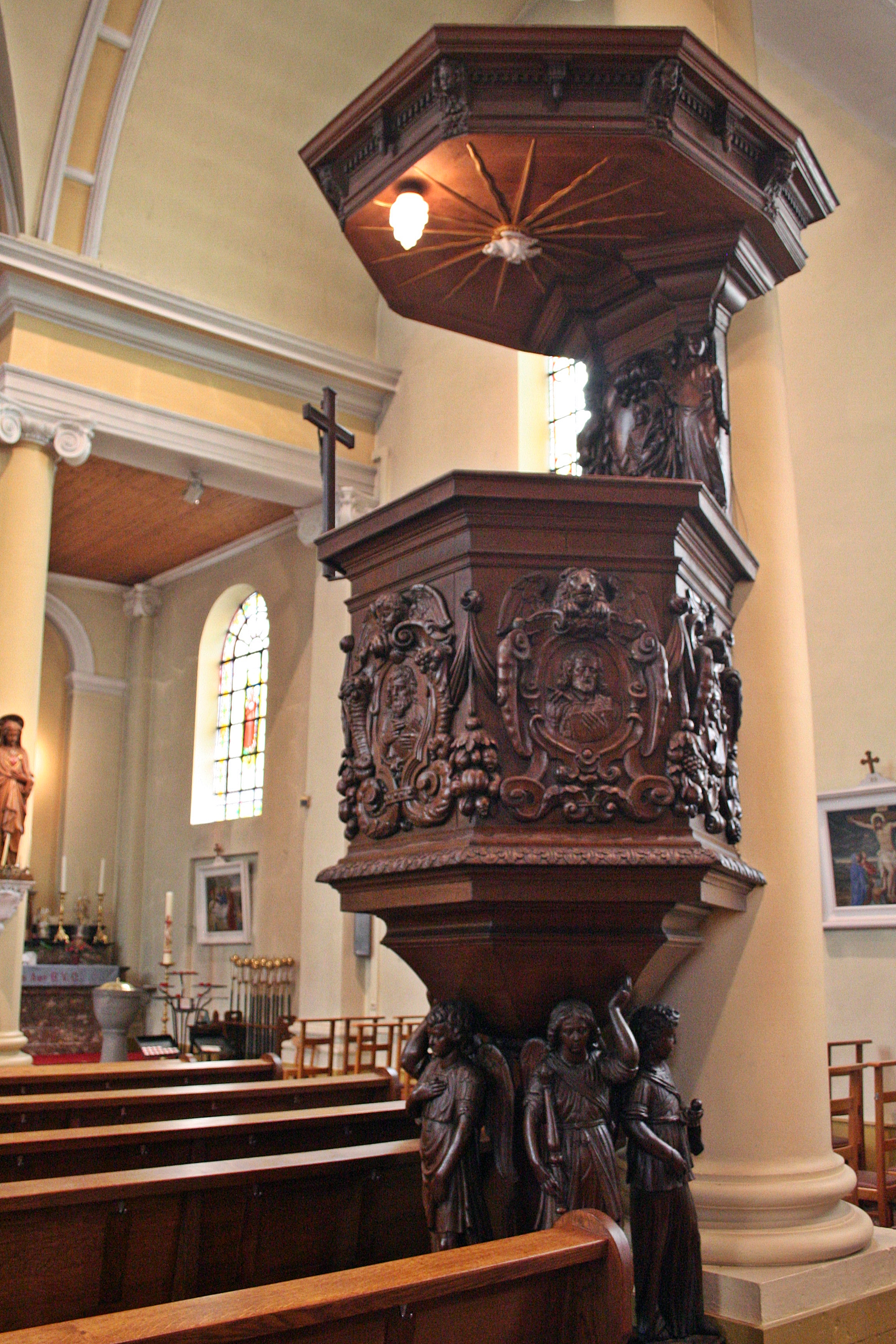
16e-eeuwse barokke preekstoel.
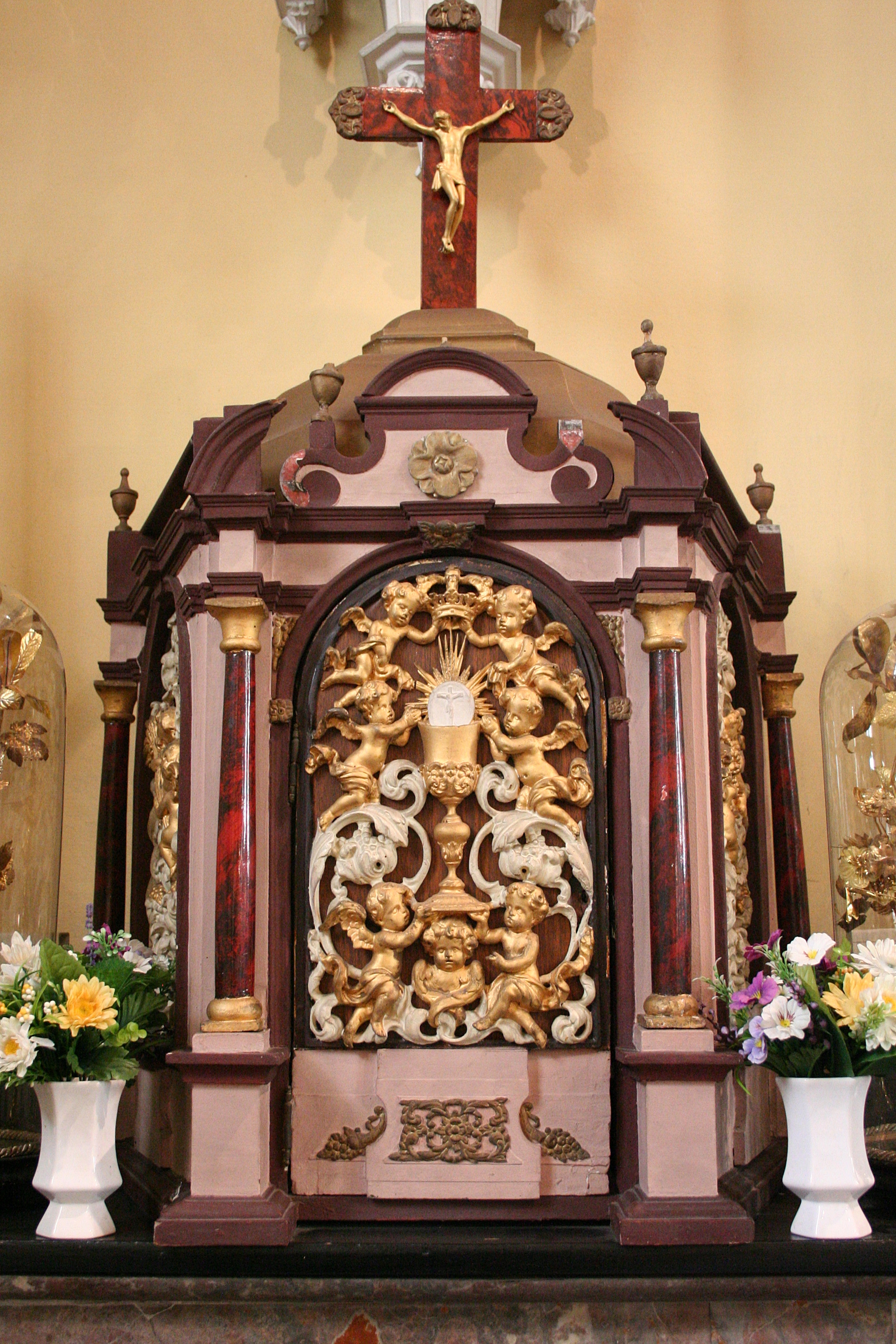
Tabernakel op het altaar van Sint-Antonius Abt.
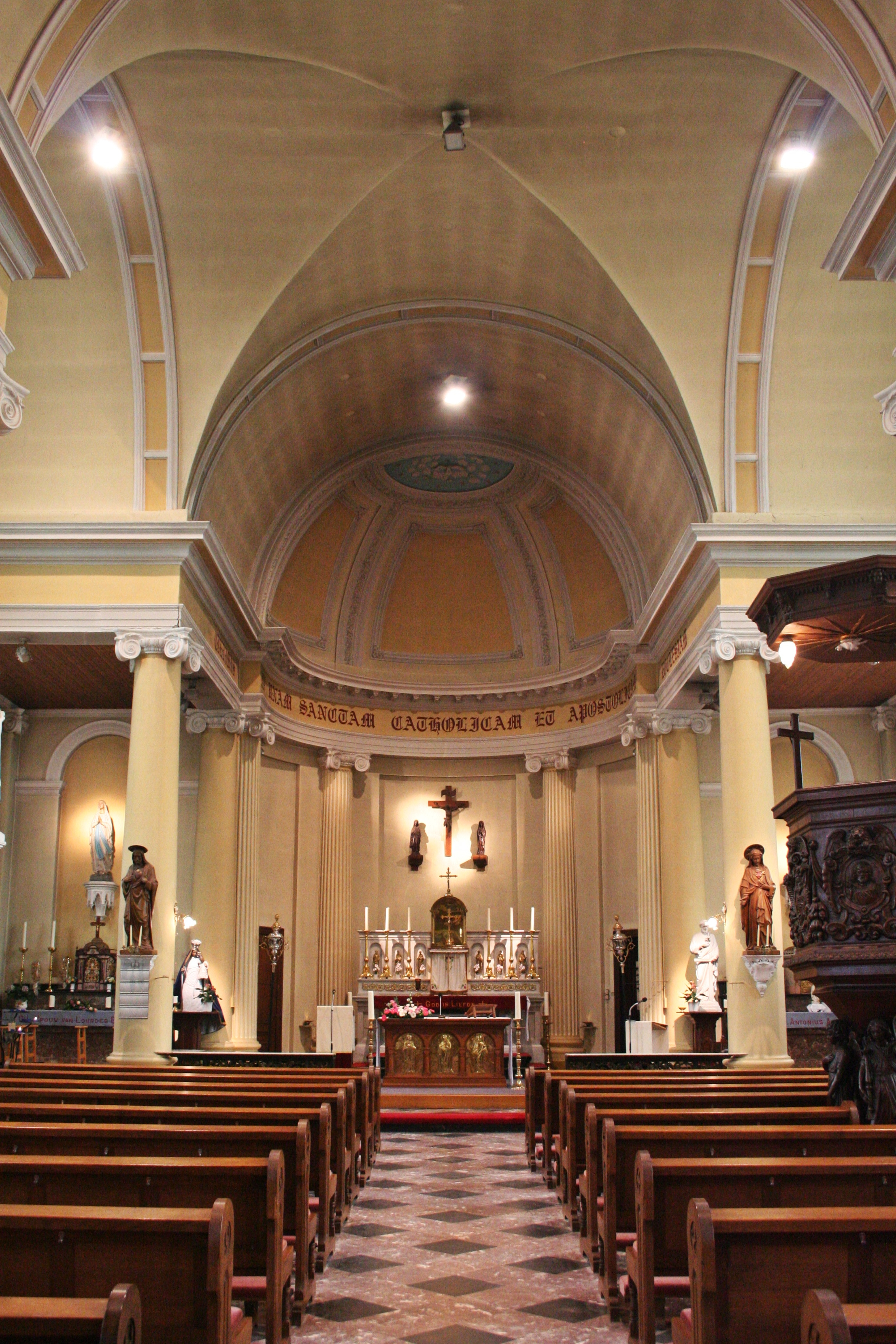
Kruisende tongewelven tussen middenschip en transept.
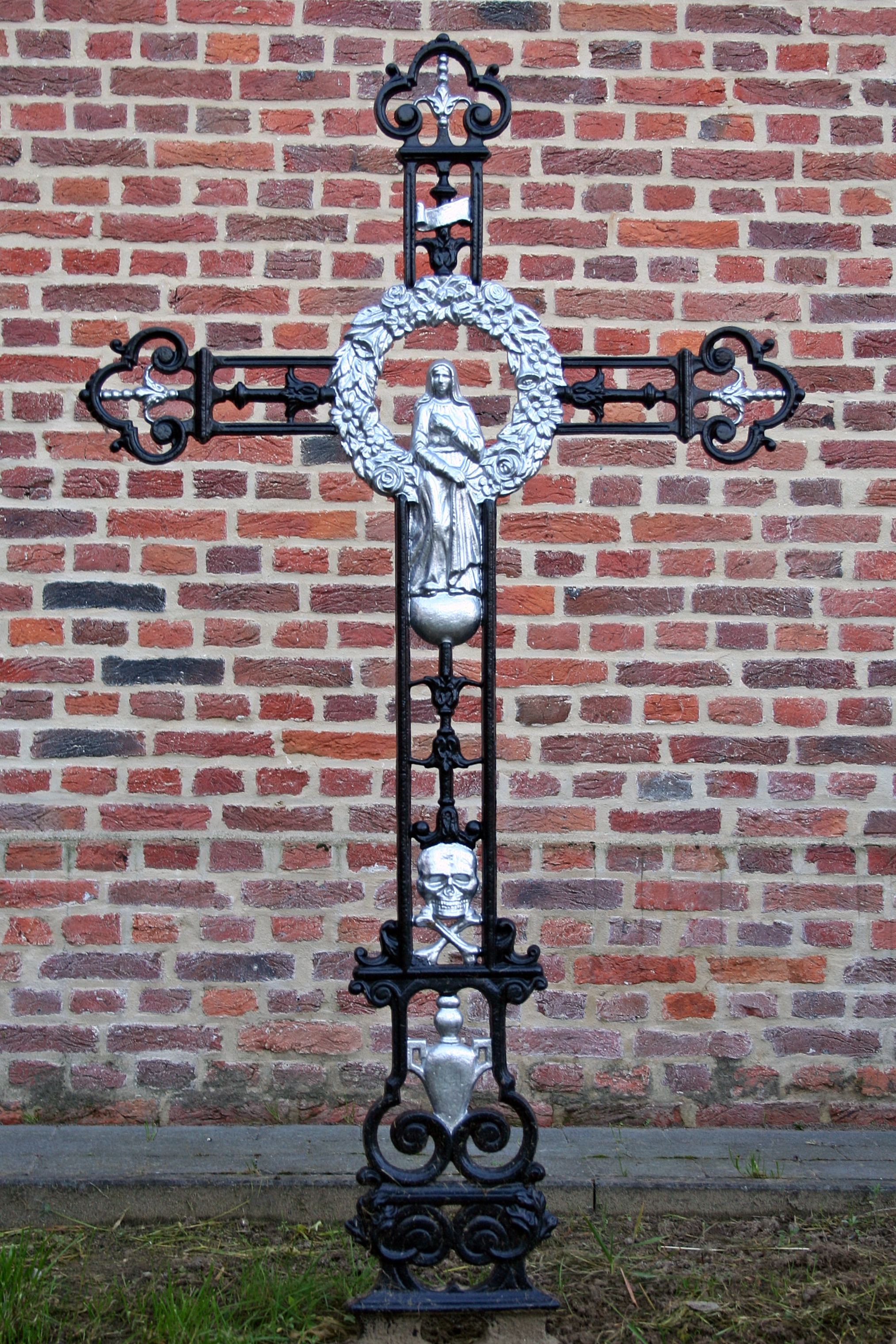
Gietijzeren kruis

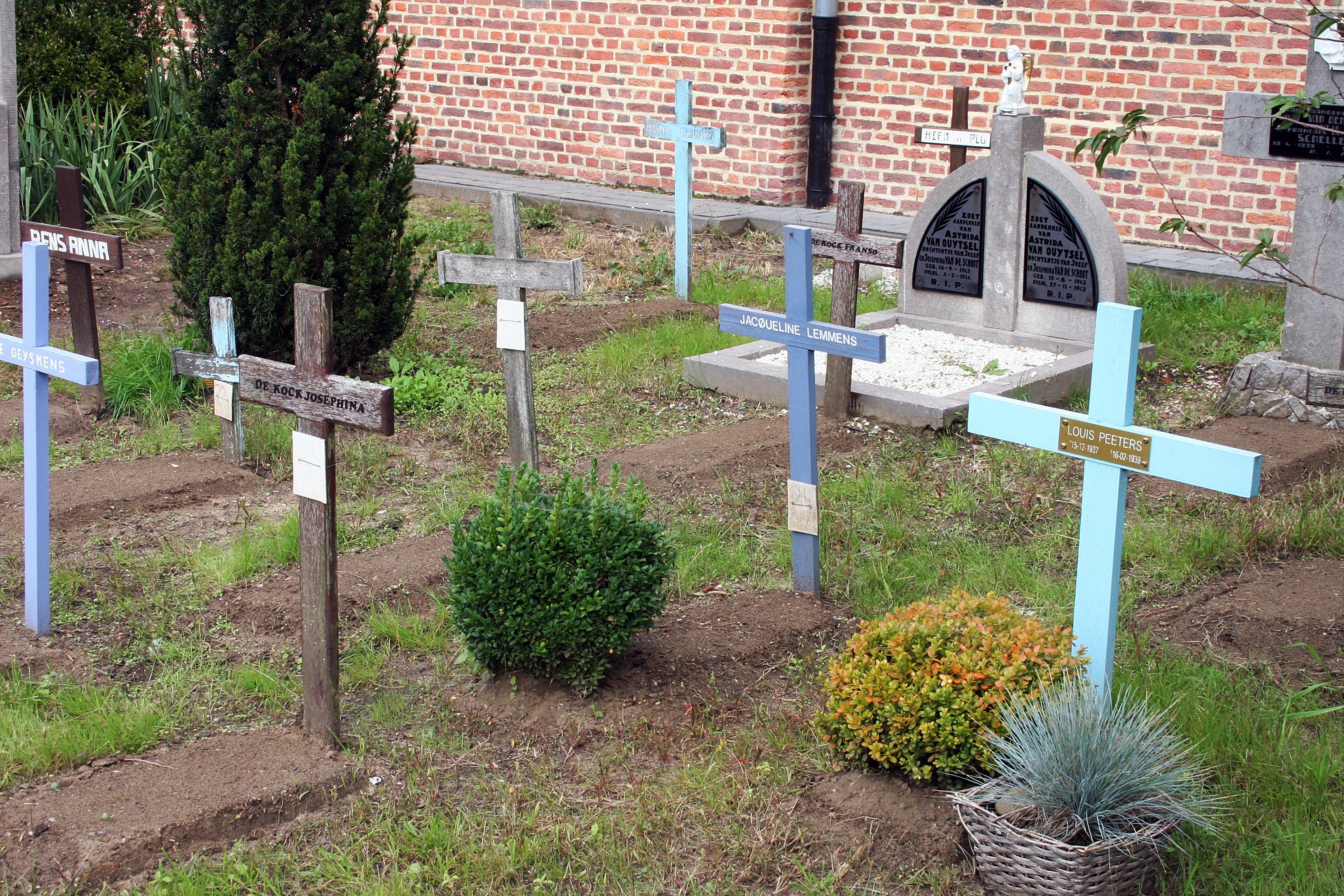
Perk met graven van kinderen.
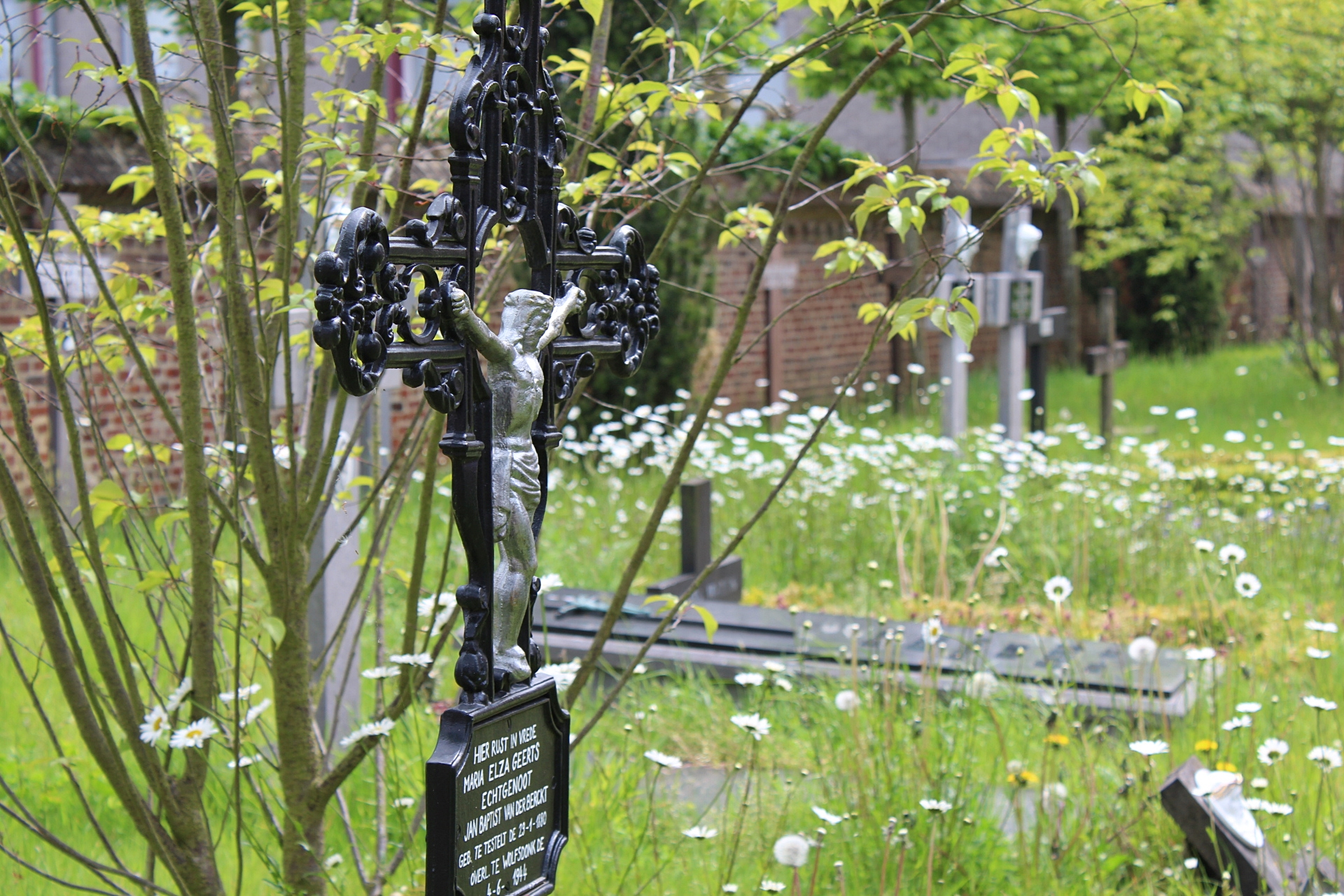
Eenvoudige gietijzeren en hardstenen kruisen.